# لغة كري
لغة كِرِي (بالإنجليزية: Cree Language) (الكري: ᓀᐦᐃᔭᐍᐏᐣ)، هي لغة الهنود الحُمُر الأصليين في كندا، يبلغ عدد السكان نحو 117 ألف نسمة، تتوزع مابين ولايات الشمالية لكندا وألبيرتا ولابردور.